# Jang Chang-seon
Jang Chang-seon, noto anche come Chang Chang-sun (장 창선?, 張昌宣?, Jang Chang-seonLR, Chang Ch'ang-sŏnMR; Incheon, 12 giugno 1942), è un lottatore sudcoreano, specializzato nella lotta libera.

## Biografia
Fece parte della spedizione koreana ai IV Giochi asiatici di Giacarta 1962, in cui vinse la medaglia d'argento, terminando alle spalle del giapponese Noriyuki Harada, che dominò il torneo dei pesi mosca.
Rappresentò la Corea del Sud ai Giochi olimpici estivi di Tokyo 1964 nella categoria dei pesi mosca, vincendo la medaglia d'oro, dopo essere rimasto sconfitto contro il giapponese Yoshikatsu Yoshida in finale.
Ai mondiali di Toledo 1966 si laureò campione iridato.
Nel 2014 è stato inserito nel Korean Sports Hall of Fame.

## Palmarès
| Anno | Manifestazione  | Sede     | Evento              | Risultato | Note |
| ---- | --------------- | -------- | ------------------- | --------- | ---- |
| 1962 | Giochi asiatici | Giacarta | Pesi mosca (-52 kg) | Argento   |      |
| 1964 | Giochi olimpici | Tokyo    | Pesi mosca (-52 kg) | Argento   |      |
| 1966 | Mondiali        | Toledo   | Pesi mosca (-52 kg) | Oro       |      |

## Riconoscimenti
- Korean Sports Hall of Fame (2014)